# Buena Vista (södra Tantoyuca kommun)
Buena Vista är en ort i Mexiko.   Den ligger i kommunen Tantoyuca och delstaten Veracruz, i den sydöstra delen av landet, 230 km norr om huvudstaden Mexico City. Buena Vista ligger 125 meter över havet och antalet invånare är 315.
Terrängen runt Buena Vista är huvudsakligen platt, men österut är den kuperad. Runt Buena Vista är det ganska tätbefolkat, med 72 invånare per kvadratkilometer. Närmaste större samhälle är Tantoyuca, 11,7 km norr om Buena Vista. Trakten runt Buena Vista består till största delen av jordbruksmark.